# Aleksandra Piłsudska

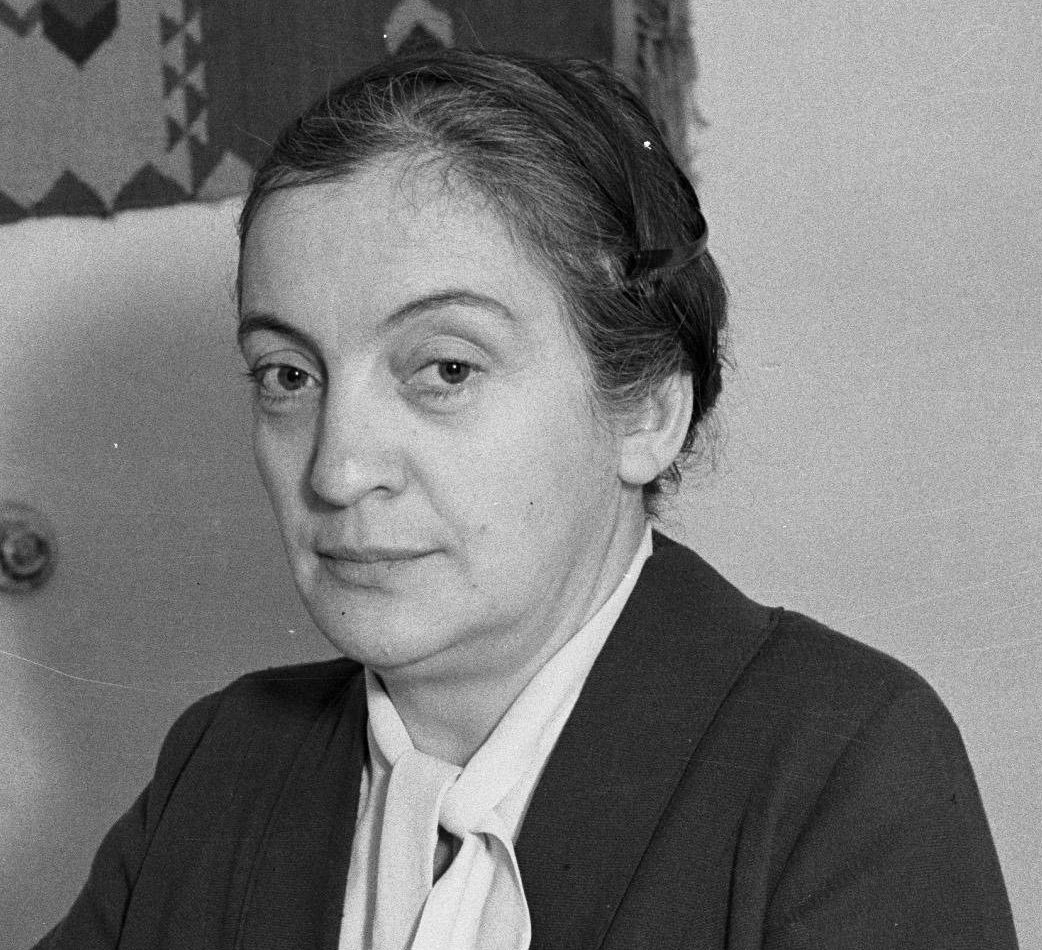
Aleksandra Piłsudska (1934)

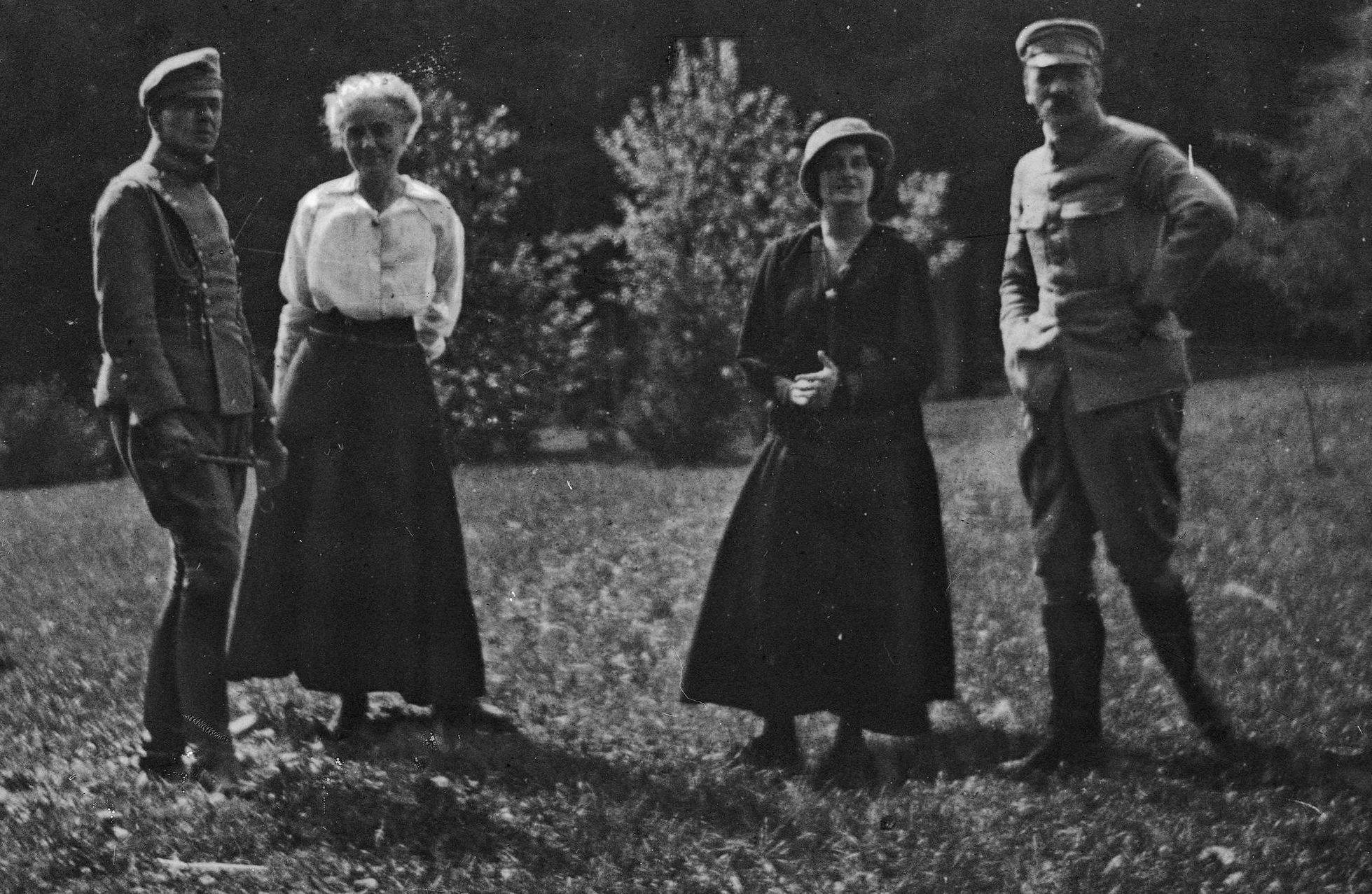
Auf einer Lichtung nahe Zakopane das rechte Paar: Aleksandra Szczerbińska mit ihrem späteren Ehemann Józef Piłsudski (September 1916).

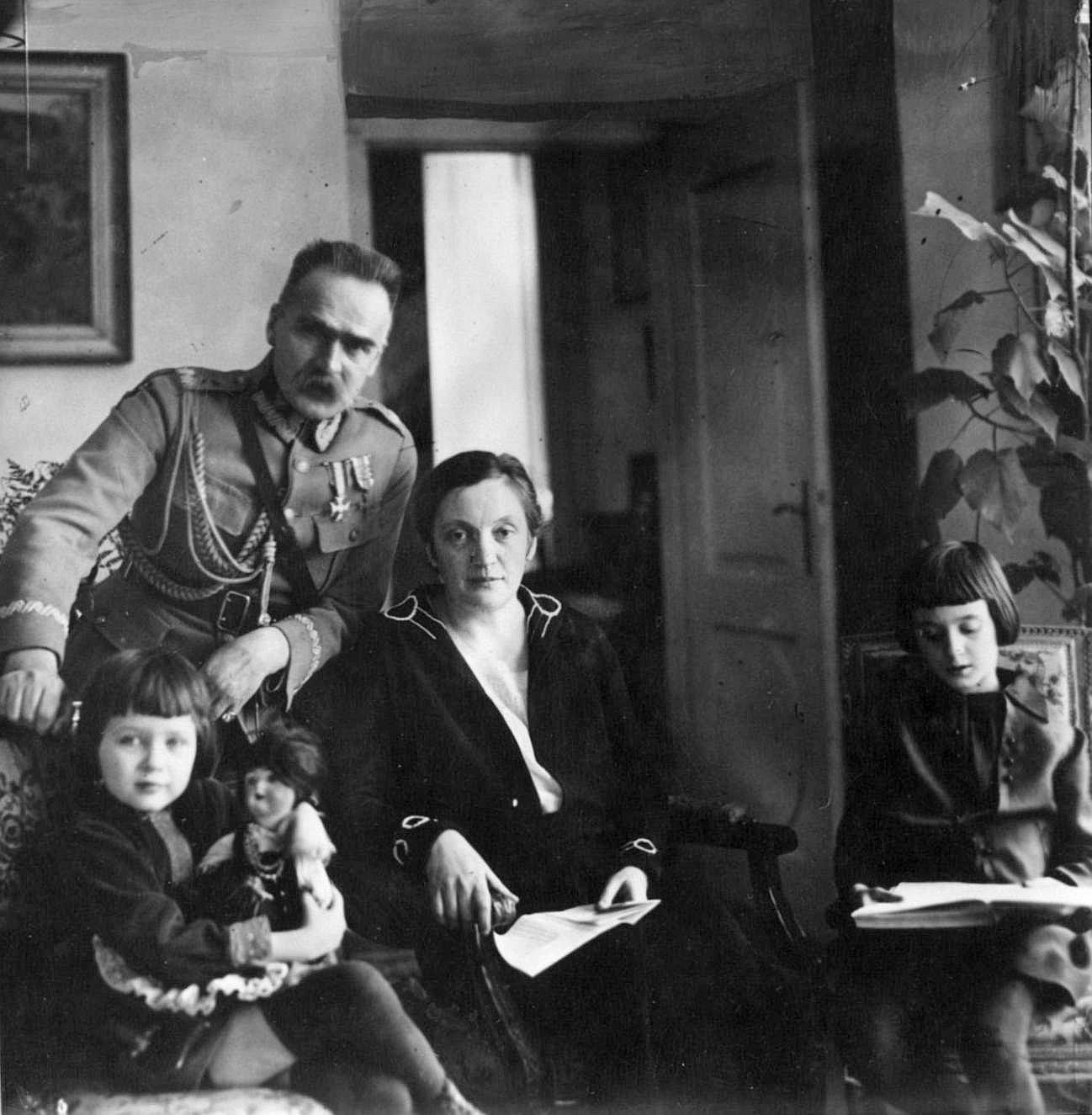
Familie Piłsudski (1928)

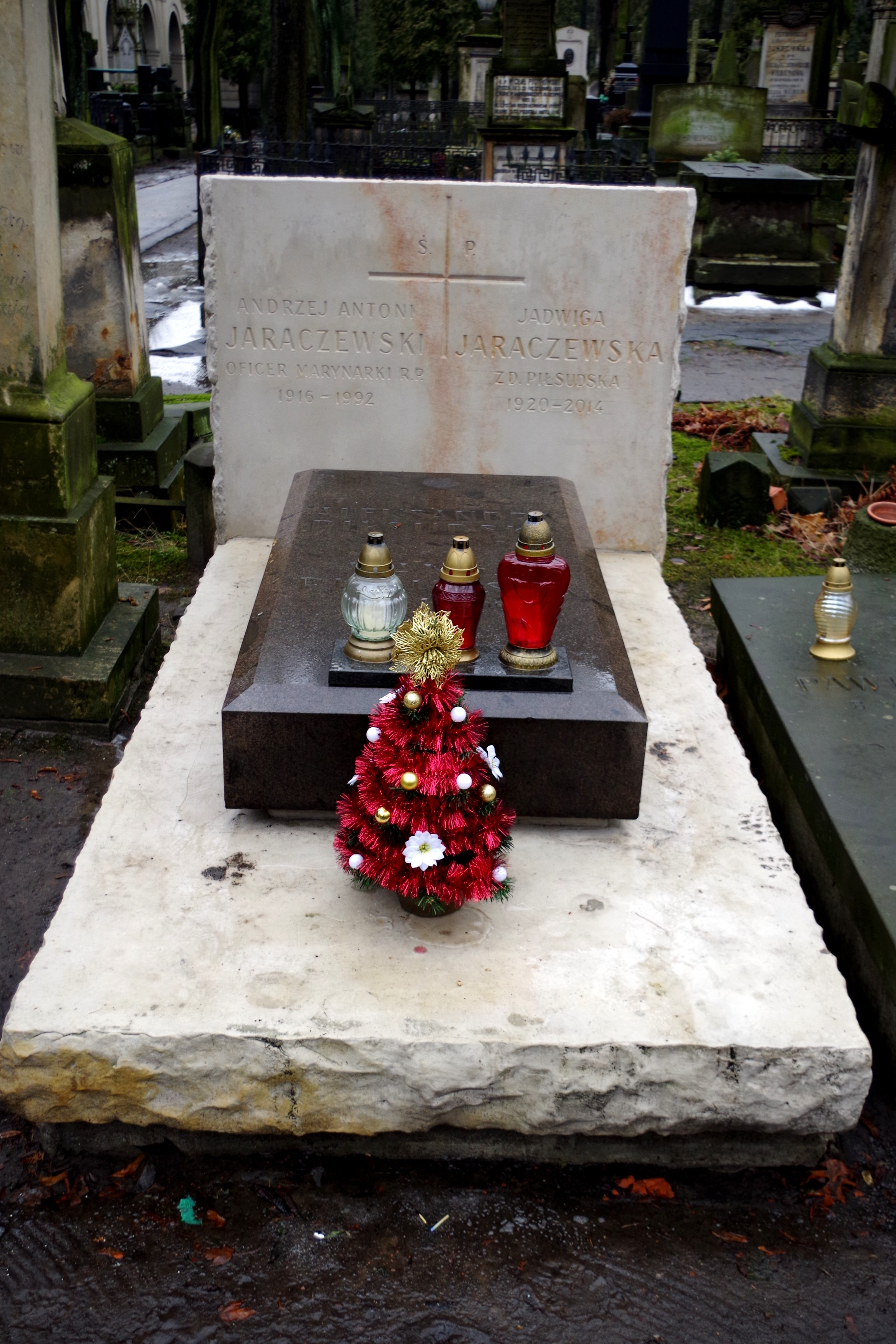
Grab von Aleksandra Piłsudska, ihren beiden Töchtern und dem Schwiegersohn auf dem Powązki-Friedhof in Warschau.

Aleksandra Piłsudska, geborene Szczerbińska (* 12. Dezember 1882 in Suwałki; † 31. März 1963 in London), war eine polnische Freiheitskämpferin und zweite Ehefrau des polnischen Staatsmanns und Marschalls von Polen, Józef Piłsudski (1867–1935).

## Leben
Aleksandra Szczerbińska wurde als Tochter einer verarmten polnischen Adelsfamilie im damals zum Russischen Kaiserreich gehörenden Kongresspolen (Weichselland) geboren. Nach dem frühen Tod beider Eltern wurde sie von ihrer Großmutter erzogen, die das Mädchen „Ola“ nannte (die im Polnischen übliche Verniedlichungsform von „Aleksandra“). Im Alter von 19 Jahren zog Ola nach Warschau, wo sie Handel erlernte und später in einer Fabrik arbeitete. Sie nahm Kontakt zur Polnischen Sozialistischen Partei (PPS) auf und trat im Jahr 1904 in sie ein. Dort lernte sie Józef Piłsudski kennen und lieben. Piłsudski war allerdings verheiratet, und zwar mit der populären Aktivistin Maria Juszkiewicz. Diese lehnte eine Scheidung ab, so dass sich Ola und Piłsudski jahrelang heimlich treffen mussten. Ende 1906 spaltete sich die PPS auf in die Revolutionäre Fraktion (Polska Partia Socjalistyczna – Frakcja Rewolucyjna) mit Józef Piłsudski und die Linke Fraktion (Polska Partia Socjalistyczna – Lewica).
Ola, wie sie auch innerhalb der Partei genannt wurde, schuf und verwaltete ein Untergrund-Netzwerk von Waffendepots in Warschau. Zur Tarnung gab sie Privatunterricht in Chemie und Mathematik sowie Fremdsprachen, wie Französisch. Sie unterrichtete hauptsächlich Mädchen aus wohlhabenden Familien aus Warschau. Als Frau und aufgrund der damaligen Damenmode aus Korsett und bauschigen Kleidern fiel es ihr relativ leicht, Pistolen und Dynamit-Stangen unter der Kleidung versteckt durch die russischen Grenzkontrollen zu schmuggeln. Wichtig war, wie sie Jahre später berichtete, bei Problemen während der Inspektion ruhig und selbstbewusst aufzutreten und, wenn nötig, geschickt zu improvisieren.
Dennoch wurde sie eines Tages aufgrund ihrer Aktivitäten gefasst und inhaftiert. Ihr drohte die Verschleppung nach Sibirien. Aufgrund mangelnder Beweise wurde sie jedoch wieder freigelassen. Im Jahr 1908 war sie an der Planung und erfolgreichen Durchführung von einem durch Piłsudski geleiteten Überfall auf einen russischen Zug in der Nähe von Bezdonys (polnisch Bezdany) beteiligt. Während des Ersten Weltkriegs war sie Kommandeurin des Kurierdienstes der polnischen Legionen.
In den Jahren 1918 und 1920 brachte sie die beiden Töchter Piłsudskis zur Welt, Wanda (1918–2001) und Jadwiga (1920–2014). Und erst nach dem Tod von Maria Juszkiewicz im Jahr 1921 konnte sie Piłsudski heiraten, der inzwischen zum Staatschef des unabhängigen Polen aufgestiegen war. Die junge Familie wohnte im Warschauer Belvedere-Palast. Ab 1923 war ihr Heim die Villa Milusin in Sulejówek, einer Kleinstadt knapp zwanzig Kilometer östlich von Warschau. Nach dem Maiputsch von 1926 kehrte die Familie Piłsudski in den Belvedere-Palast zurück und lebte dort bis zum Tod des Vaters im Jahr 1935.
Im Jahr 1939, nach dem deutschen Überfall auf Polen, musste die verwitwete Aleksandra Piłsudska mit ihren beiden Töchtern das Heimatland verlassen und ging ins Exil nach London. Wie viele Polen blieb sie auch nach Kriegsende weiter als Exilantin in der britischen Hauptstadt. Zusammen mit ihren beiden Töchtern unterstützte sie die Aktivitäten des im März 1947 gegründeten und nach ihrem verstorbenen Ehemann benannten Piłsudski-Instituts in London.
Sie starb in der Fremde im Alter von 80 Jahren. Erst nach dem Fall des Kommunismus 1989 kehrten ihre beiden Töchter in die Republik Polen zurück und ließen die sterblichen Überreste ihrer Mutter nach Warschau überführen.